# Condado de Delta (Texas)

Localización del Condado de Delta en el estado de Texas.

El Condado de Delta es un condado localizado en el estado de Texas, Estados Unidos. En el 2000 la población fue de 5.327 habitantes. La cabecera se encuentra en la ciudad de Cooper. Este condado es parte del Dallas/Fort Worth Metroplex. El Condado de Delta fue nombrado por su forma triangular y proviene del idioma griego.

## Demografía
Para el censo de 2000, había 5.506 personas, 2.094 cabezas de familia, y 1.461 familias residiendo en el condado. La densidad de población era de 19 habitantes por milla cuadrada.
La composición racial del condado era:
- 87,93% blancos
- 8,28% negros o negros americanos
- 0,77% nativos americanos
- 0,11% asiáticos
- 0,04% isleños
- 1,18% otras razas
- 1,69% de dos o más razas.

Había 2.094 cabezas de familia, de las cuales el 30,20% tenían menores de 18 años viviendo con ellas, el 56,40% eran parejas casadas viviendo juntas, el 10,00% eran mujeres cabeza de familia monoparental (sin cónyuge), y 30,20% no eran familias.
El tamaño promedio de una familia era de 3,02 miembros.
En el condado el 25,60% de la población tenía menos de 18 años, el 7,50% tenía de 18 a 24 años, el 25,50% tenía de 25 a 44, el 23,80% de 45 a 64, y el 17,70% eran mayores de 65 años. La edad promedio era de 39 años. Por cada 100 mujeres había 94,50 hombres. Por cada 100 mujeres mayores de 18 años había 88,90 hombres.

## Economía
Los ingresos medios de una cabeza de familia del condado eran de USD$29.094 y el ingreso medio familiar era de $37.925. Los hombres tenían unos ingresos medios de $31.597 frente a $20.296 de las mujeres. El ingreso per cápita del condado era de $15.080. El 14,60% de las familias y el 17,60% de la población estaban debajo de la línea de pobreza. Del total de gente en esta situación, 20,50% tenían menos de 18 y el 20,60% tenían 65 años o más.